# Olivier de Solminihac
Olivier de Solminihac, né en 1976 à Lille, est un écrivain français.

## Biographie
Il est cofondateur et directeur de la publication de la revue Bottom (1999-2000), et a également publié une dizaine de livres pour la jeunesse à l'École des loisirs et un recueil de poésie, Les Royaumes d'Espagne, en 2001.

## Publications
- Les Royaumes d’Espagne, Chartres, France, Éditions Caedere, coll. « Pas à pas », 2001, 95 p.  (ISBN 2-914192-11-8)
- Partir, Paris, Éditions de l’Olivier, 2002, 187 p.  (ISBN 2-87929-348-0)
- Descendre dans le ciel, Paris, Éditions de l’Olivier, 2004, 87 p.  (ISBN 2-87929-422-3)
- Sentinelles sans bataillon, avec Patrice Robin, Lille-Wazemmes, France, Éditions Nuit myrtide, coll. « itinérances », 2008, 38 p.  (ISBN 978-2-913192-70-6)
- Nous n’avons pas d’endroit où vivre, Paris, Éditions de l’Olivier, 2009, 228 p.  (ISBN 978-2-87929-633-3)[1]
- Un rideau d’arbres, avec Richard Baron, La Madeleine, France, Éditions Light motiv, 2012, 136 p.  (ISBN 978-2-9537908-2-5)[2]
- L’Homme au fond, Paris, Éditions de l’Olivier, 2015, 144 p.  (ISBN 978-2-8236-0378-1)
- Écrire une histoire, Lille, La Contre Allée, coll. « Les Périphéries », 2015, 59 p.
- La Traversée des murs, avec Eric Le Brun et Yves Morfouace, La Madeleine, Light Motiv, 2016, 110 p.
- Far North, Bourbourg, CIAC, 2019, 64 p.

### Littérature jeunesse
- C’est quoi mort ?, ill. d’Isabelle Bonameau, Paris, Éditions l’École des Loisirs, coll. « Mouche », 2003, 39 p.  (ISBN 2-211-07044-2)
- Pas une fée, ill. d’Isabelle Bonameau, Paris, Éditions l’École des Loisirs, coll. « Mouche », 2004, 54 p.  (ISBN 2-211-07309-3)
- Nom de nom, ill. d’Isabelle Bonameau, Paris, Éditions l’École des Loisirs, coll. « Mouche », 2004, 38 p.  (ISBN 2-211-07558-4)
- Debout la nuit, ill. d’Isabelle Bonameau, Paris, Éditions l’École des Loisirs, coll. « Mouche », 2005, 53 p.  (ISBN 2-211-07820-6)
- Le Peuple doudou, ill. d’Audrey Poussier, Paris, Éditions l’École des Loisirs, coll. « Mouche », 2006, 52 p.  (ISBN 2-211-082-68-8)[3]
- L’Amour, l’Amour, Paris, Éditions l’École des Loisirs, coll. « Neuf », 2006, 63 p.  (ISBN 2-211-08252-1)
- Comment devenir indien, Paris, Éditions l’École des Loisirs, coll. « Neuf », 2008, 70 p.  (ISBN 978-2-211-08773-5)
- Ma pomme, ill. de Muriel Kerba, Paris, Éditions l’École des Loisirs, coll. « Mouche », 2008, 79 p.  (ISBN 978-2-211-09042-1)
- Le Bâton, Paris, ill. de Barroux, Éditions Didier Jeunesse, 2009, 25 p.  (ISBN 978-2-278-06177-8)
- Le Chevalier d’eau, ill. de Marie de Salle, Paris, Éditions l’École des Loisirs, coll. « Mouche », 2010, 77 p.  (ISBN 978-2-211-20108-7)
- Dormir avec une fille, ill. de Pascal Lemaître, Paris, Éditions l’École des Loisirs, coll. « Mouche », 2012, 52 p.  (ISBN 978-2-211-20924-3)
- Le Dragon dans les dunes, ill. de Claire Braud, Paris, Éditions l’École des Loisirs, coll. « Mouche », 2013, 102 p.  (ISBN 978-2-211-21259-5)[4]
- La Célèbre Marilyn, Paris, Éditions l’École des Loisirs, coll. « Neuf », 2013, 70 p.  (ISBN 978-2-211-21541-1)[5]
- J'ai peur de savoir lire, ill. de Juliette Baily, Paris, Éditions l’École des Loisirs, coll. « Mouche », 2015, 71 p.
- Le Bateau de fortune, ill. de Stéphane Poulin, Paris, Sabacane, 2015, 26 p.
- Les Mûres, ill. de Stéphane Poulin, Paris, Sabacane, 2017, 32 p.
- À l'avenir[6], ill. de Junko Nakamura, Paris, Éditions l’École des Loisirs, coll. « Mouche », 2017, 48 p.
- La Rivière, ill. de Stéphane Poulin, Paris, Sarbacane, 2018, 26 p.
- Les Étrangers, avec Éric Pessan, Paris, L'Ecole des loisirs, « Medium+ », 2018, 128 p..
- Teenage Riot, avec Éric Pessan, Paris, L'Ecole des loisirs, « Medium+ », 2021, 278 p.

## Prix et distinctions
Un de ses ouvrages fait partie de la « Bibliothèque idéale » du Centre national de la littérature pour la jeunesse (BnF) en 2024 : le roman jeunesse Les Étrangers (2018) écrit avec Éric Pessan.